# بکوراتساکا
بکوراتساکا (به لاتین: Bekoratsaka) یک منطقهٔ مسکونی در ماداگاسکار است که در خیره کننده واقع شده‌است. بکوراتساکا ۳۲٬۰۰۰ نفر جمعیت دارد و ۸۳ متر بالاتر از سطح دریا واقع شده‌است.